# Eugenio Cantoni (poeta)
Eugenio (Neno) Enrico Giovanni Giulio Cantoni (Como, 21 febbraio 1919 – Como, 17 luglio 1940) è stato un poeta e paroliere italiano.
Cantoni è stato l'autore dell'evergreen C'è una chiesetta, interpretata tra gli altri da Alberto Rabagliati, Cinico Angelini, Carlo Buti, Claudio Villa e molti altri artisti.
La canzone ha dato anche il titolo alla biografia del Maestro Angelini.

## Biografia
Nasce a Como il 21 febbraio 1919 dall'avvocato Angelo Cantoni e dalla signora Rita Rossetti Cantoni, figlia dell'ingegner Enrico Rossetti.
Studiò con un'insegnante privata fino alla terza elementare, sostenendo gli esami come privatista alla fine di ogni anno scolastico.
Si iscrisse al Liceo Musicale Galli di Como nella classe di pianoforte; compì inoltre gli studi liceali fino alla seconda liceo classico. Si ritirò dalla scuola a novembre 1936. Riprese quindi gli studi privatamente.
Nel 1936 scrisse l'opera lirica "La Stellina" e, nel 1937, intraprese la scrittura dei "Quaderni".
Muore il 17 luglio 1940 a Como a causa della febbre tifoide.

## Opere
- La vita - Tango, Edizioni Baragiola & Zeppi 1933
- Allor sarem felici - Tango, Edizioni Rampoldi 1933
- Piccolo fiore - Slow-fox, Edizioni Rampoldi 1934
- Lasciami sognare - Valzer, Edizioni Rampoldi 1935
- Bimba, perché non torni? - Tango, Edizioni Rampoldi 1936
- Un altro giorno è finito - Fox-trot, 1937
- Rimini - Isola di sogno - Edizioni Azienda Aut. Sogg. Rimini 1937
- Nostalgico Negro - Slow-fox, Edizioni Curci 1938
- C'è una chiesetta - Ritmo lento Edizioni Rampoldi 1940
- Madonna - Preghiera Ritmo moderato Edizioni Rampoldi 1941
- Il diretto della felicità - Ritmo moderato Edizioni Rampoldi 1941
- Caffè o tè - Ritmo moderato Edizioni Rampoldi 1951